# Юргелица
Юргелица (карел. Jürgil) — деревня в Олонецком национальном районе Республики Карелия. Входит в состав Мегрегского сельского поселения.

## География
Деревня находится на берегу реки Мегрега.

## История
8 апреля 1938 года по необоснованному обвинению в контрреволюционной деятельности, решением Особой тройки НКВД Карельской АССР, был расстрелян священник Юргелицкой церкви Виталий Иванович Мегорский (1868—1938).
В результате сокращения населения в 1957 году деревни Зубаково, Кажнаволок, Манелица, Ройкойла, Ругойла, Теппаница, Тергелица Первая и Тергелица Вторая были присоединены к Юргелице.

## Население
| 2002 | 2009 | 2010 | 2013 |
| ---- | ---- | ---- | ---- |
| 270  | ↗277 | ↘224 | ↘211 |

## Улицы
В деревне имеется одна улица — Совхозная.